# Isòtops del neodimi
El neodimi (Nd) natural es compon de 5 isòtops estables, el 142Nd, el 143Nd, el 145Nd, el 146Nd i el 148Nd, sent el 142Nd el més abundant amb una abundància natural del 27,2%). El neodimi presenta dos radioisòtops, el 144Nd que presenta desintegració alfa i un període de semidesintegració de 2,29×1015 anys i el 150Nd que presenta doble emissió beta i un T½ de 7×1018 anys. S'han caracteritzat 31 radioisòtops amb períodes de semidesintegració menors a 70 segons. Aquest element té 13 isòmers nuclears coneguts, els més estables dels quals són el 139mNd (T½ 5.,5 hores), el 135mNd (T½ 5,5 minuts) i el 133m1Nd (T½ ~70 segons).
El mode de desintegració primari abans de l'isòtop estable més abundant, el 142Nd, és la captura electrònica i l'emissió de positrons, i el mode primari de després és l'emissió beta. El producte de desintegració abans del 142Nd són isòtops de l'element Pr (praseodimi) i després de l'element Pm (prometi).

Massa atòmica estàndard: 144.242(3) u

## Taula
| Símbol del núclid | Z(p)                | N(n)                | massa isotòpica(u)  | període de semidesintegració | Espín nuclear | composició isotòpics representativa (fracció molar) | rang de variació natural (fracció molar) |
| Símbol del núclid | energia d'excitació | energia d'excitació | energia d'excitació | període de semidesintegració | Espín nuclear | composició isotòpics representativa (fracció molar) | rang de variació natural (fracció molar) |
| ----------------- | ------------------- | ------------------- | ------------------- | ---------------------------- | ------------- | --------------------------------------------------- | ---------------------------------------- |
| 124Nd             | 60                  | 64                  | 123.95223(64)#      | 500# ms                      | 0+            |                                                     |                                          |
| 125Nd             | 60                  | 65                  | 124.94888(43)#      | 600(150) ms                  | 5/2(+#)       |                                                     |                                          |
| 126Nd             | 60                  | 66                  | 125.94322(43)#      | 1# s [>200 ns]               | 0+            |                                                     |                                          |
| 127Nd             | 60                  | 67                  | 126.94050(43)#      | 1.8(4) s                     | 5/2+#         |                                                     |                                          |
| 128Nd             | 60                  | 68                  | 127.93539(21)#      | 5# s                         | 0+            |                                                     |                                          |
| 129Nd             | 60                  | 69                  | 128.93319(22)#      | 4.9(2) s                     | 5/2+#         |                                                     |                                          |
| 130Nd             | 60                  | 70                  | 129.92851(3)        | 21(3) s                      | 0+            |                                                     |                                          |
| 131Nd             | 60                  | 71                  | 130.92725(3)        | 33(3) s                      | (5/2)(+#)     |                                                     |                                          |
| 132Nd             | 60                  | 72                  | 131.923321(26)      | 1.56(10) min                 | 0+            |                                                     |                                          |
| 133Nd             | 60                  | 73                  | 132.92235(5)        | 70(10) s                     | (7/2+)        |                                                     |                                          |
| 133m1Nd           | 127.97(11) keV      | 127.97(11) keV      | 127.97(11) keV      | ~70 s                        | (1/2)+        |                                                     |                                          |
| 133m2Nd           | 176.10(10) keV      | 176.10(10) keV      | 176.10(10) keV      | ~300 ns                      | (9/2-)        |                                                     |                                          |
| 134Nd             | 60                  | 74                  | 133.918790(13)      | 8.5(15) min                  | 0+            |                                                     |                                          |
| 134mNd            | 2293.1(4) keV       | 2293.1(4) keV       | 2293.1(4) keV       | 410(30) µs                   | (8)-          |                                                     |                                          |
| 135Nd             | 60                  | 75                  | 134.918181(21)      | 12.4(6) min                  | 9/2(-)        |                                                     |                                          |
| 135mNd            | 65.0(2) keV         | 65.0(2) keV         | 65.0(2) keV         | 5.5(5) min                   | (1/2+)        |                                                     |                                          |
| 136Nd             | 60                  | 76                  | 135.914976(13)      | 50.65(33) min                | 0+            |                                                     |                                          |
| 137Nd             | 60                  | 77                  | 136.914567(12)      | 38.5(15) min                 | 1/2+          |                                                     |                                          |
| 137mNd            | 519.43(17) keV      | 519.43(17) keV      | 519.43(17) keV      | 1.60(15) s                   | (11/2-)       |                                                     |                                          |
| 138Nd             | 60                  | 78                  | 137.911950(13)      | 5.04(9) h                    | 0+            |                                                     |                                          |
| 138mNd            | 3174.9(4) keV       | 3174.9(4) keV       | 3174.9(4) keV       | 410(50) ns                   | (10+)         |                                                     |                                          |
| 139Nd             | 60                  | 79                  | 138.911978(28)      | 29.7(5) min                  | 3/2+          |                                                     |                                          |
| 139m1Nd           | 231.15(5) keV       | 231.15(5) keV       | 231.15(5) keV       | 5.50(20) h                   | 11/2-         |                                                     |                                          |
| 139m2Nd           | 2570.9+X keV        | 2570.9+X keV        | 2570.9+X keV        | >=141 ns                     |               |                                                     |                                          |
| 140Nd             | 60                  | 80                  | 139.90955(3)        | 3.37(2) d                    | 0+            |                                                     |                                          |
| 140mNd            | 2221.4(1) keV       | 2221.4(1) keV       | 2221.4(1) keV       | 600(50) µs                   | 7-            |                                                     |                                          |
| 141Nd             | 60                  | 81                  | 140.909610(4)       | 2.49(3) h                    | 3/2+          |                                                     |                                          |
| 141mNd            | 756.51(5) keV       | 756.51(5) keV       | 756.51(5) keV       | 62.0(8) s                    | 11/2-         |                                                     |                                          |
| 142Nd             | 60                  | 82                  | 141.9077233(25)     | ESTABLE                      | 0+            | 0.272(5)                                            | 0.2680-0.2730                            |
| 143Nd             | 60                  | 83                  | 142.9098143(25)     | ESTABLE                      | 7/2-          | 0.122(2)                                            | 0.1212-0.1232                            |
| 144Nd             | 60                  | 84                  | 143.9100873(25)     | 2.29(16)E+15 a               | 0+            | 0.238(3)                                            | 0.2379-0.2397                            |
| 145Nd             | 60                  | 85                  | 144.9125736(25)     | ESTABLE                      | 7/2-          | 0.083(1)                                            | 0.0823-0.0835                            |
| 146Nd             | 60                  | 86                  | 145.9131169(25)     | ESTABLE                      | 0+            | 0.172(3)                                            | 0.1706-0.1735                            |
| 147Nd             | 60                  | 87                  | 146.9161004(25)     | 10.98(1) d                   | 5/2-          |                                                     |                                          |
| 148Nd             | 60                  | 88                  | 147.916893(3)       | ESTABLE [>3.0E+18 a]         | 0+            | 0.057(1)                                            | 0.0566-0.0578                            |
| 149Nd             | 60                  | 89                  | 148.920149(3)       | 1.728(1) h                   | 5/2-          |                                                     |                                          |
| 150Nd             | 60                  | 90                  | 149.920891(3)       | 6.7(7)E+18 a                 | 0+            | 0.056(2)                                            | 0.0553-0.0569                            |
| 151Nd             | 60                  | 91                  | 150.923829(3)       | 12.44(7) min                 | 3/2+          |                                                     |                                          |
| 152Nd             | 60                  | 92                  | 151.924682(26)      | 11.4(2) min                  | 0+            |                                                     |                                          |
| 153Nd             | 60                  | 93                  | 152.927698(29)      | 31.6(10) s                   | (3/2)-        |                                                     |                                          |
| 154Nd             | 60                  | 94                  | 153.92948(12)       | 25.9(2) s                    | 0+            |                                                     |                                          |
| 154m1Nd           | 480(150)# keV       | 480(150)# keV       | 480(150)# keV       | 1.3(5) µs                    |               |                                                     |                                          |
| 154m2Nd           | 1349(10) keV        | 1349(10) keV        | 1349(10) keV        | >1 µs                        | (5-)          |                                                     |                                          |
| 155Nd             | 60                  | 95                  | 154.93293(16)#      | 8.9(2) s                     | 3/2-#         |                                                     |                                          |
| 156Nd             | 60                  | 96                  | 155.93502(22)       | 5.49(7) s                    | 0+            |                                                     |                                          |
| 156mNd            | 1432(5) keV         | 1432(5) keV         | 1432(5) keV         | 135 ns                       | 5-            |                                                     |                                          |
| 157Nd             | 60                  | 97                  | 156.93903(21)#      | 2# s [>300 ns]               | 5/2-#         |                                                     |                                          |
| 158Nd             | 60                  | 98                  | 157.94160(43)#      | 700# ms [>300 ns]            | 0+            |                                                     |                                          |
| 159Nd             | 60                  | 99                  | 158.94609(54)#      | 500# ms                      | 7/2+#         |                                                     |                                          |
| 160Nd             | 60                  | 100                 | 159.94909(64)#      | 300# ms                      | 0+            |                                                     |                                          |
| 161Nd             | 60                  | 101                 | 160.95388(75)#      | 200# ms                      | 1/2-#         |                                                     |                                          |